# Патроаја Деал (Дамбовица)
Патроаја Деал (рум. Pătroaia Deal) насеље је у Румунији у округу Дамбовица у општини Крангуриле. Oпштина се налази на надморској висини од 206 m.

## Становништво
Према подацима из 2002. године у насељу је живело 269 становника, од којих су сви румунске националности.